# Camptopoeum kuznetzovi
Camptopoeum kuznetzovi är en biart som först beskrevs av Cockerell 1929.  Camptopoeum kuznetzovi ingår i släktet Camptopoeum och familjen grävbin. Inga underarter finns listade.